# GSCF
Model GSCF (Global Supply Chain Forum) jest modelem opublikowanym przez organizację The Global Supply Chain Forum, który służy do opisu i kompleksowej analizy łańcucha dostaw. Jego pierwsza wersja powstała w 1996 roku.
Model ten bazuje na ośmiu głównych procesach SCM (Supply Chain Management): Customer Relationship Management, Customer Service Management, Demand Management, Order Fulfillment, Manufacturing Flow Management, Supplier realtionship Management, Product development and Commercialization i Returns Management. Wśród nich Customer Relationship Management i Supplier Relationship Management są procesami kluczowymi, przez które koordynowane są pozostałe procesy.
Konkurencyjnym wobec tego modelu jest model SCOR zaproponowany przez organizację SCC (Supply-Chain Council).